# قاعدة البيانات الكيميائية للمعهد القومي للحساسية والأمراض المعدية
قاعدة البيانات الكيميائية لعلاجات فيروس نقص المناعة البشرية والعدوى الانتهازية والسل هي أداة متاحة للجمهور يوفرها المعهد الوطني للحساسية والأمراض المعدية (NIAID) لتجميع البيانات قبل السريرية للجزيئات الصغيرة ذات الفعالية العلاجية المحتملة ضد الفيروس المسبب لمتلازمة العوز المناعي المكتسب والعدوى الانتهازية ذات الصلة.
قاعدة البيانات أداة قيمة بالنسبة للمجتمع العلمي، وتستخدم كثيرا في الأبحاث العلمية المراجعة الرصينة.

## الممراضات الانتهازية
الممراضات الانتهازية المتضمنة في قاعدة البيانات هي:
- فيروس نقص المناعة السعالي [الإنجليزية] (SIV)
- فيروس نقص المناعة السنوري (FIV)
- فيروس مضخم للخلايا
- فيروس إبشتاين-بار
- فيروس الحلأ البسيط-1
- فيروس الحلأ البسيط-2
- سرطان كابوزيس
- فيروس التهاب الكبد الوبائي أ
- فيروس التهاب الكبد ب
- فيروس التهاب الكبد الفيروسي ج
- المتفطرة
- بكتريا نيموسيستس نيمونيا
- كريبتوكوكوس
- فطر كانديدا
- الرشاشيات
- الفطريات البويغية
- توكسوبلازما غوندي
- كريبتوسبريديوم بارفوم
- ليشمانيا
- المتصورة

## روابط خارجية
- الموقع الرسمي: